# Lengua de signos valenciana
La lengua de signos valenciana (siglas: LSCV o LSPV) es una lengua de signos utilizada por una pequeña cantidad de signantes de la Comunidad Valenciana, la gran mayoría de personas sordas de la comunidad se comunican mediante la lengua de signos española (LSE). Según algunos lingüistas, la LSCV es un dialecto con un grado de variación menor a un 20% de la LSE. 

## Origen
Se desconoce su evolución lingüística anterior, pero el origen remoto más conocido se encuentra en las escuelas de sordos fundadas en Valencia a finales del siglo XIX. Las influencias de otras lenguas de signos es casi irrelevante, destacando principalmente alguna influencia léxica de la LSE en la ciudad de Alicante, si bien no hay suficientes estudios al respecto. Por otro lado, hoy en día, la utilización de la LSCV se limita al plano de las comunicaciones informales, de los trámites administrativos, y una reducida presencia puntual en los medios de comunicación, principalmente en acontecimientos públicos o institucionales. Todavía no se ha introducido en ámbitos donde sigue ausente, como por ejemplo la enseñanza, si bien existen varios centros académicos gestionados por FESORDS donde se imparten cursos de esta lengua.

## Relación con la lengua de signos española
El parecido léxico entre la LSCV y la LSE se encuentra alrededor del 70 % del vocabulario, entre la LSCV y la lengua de signos catalana (LSC) está cerca del 65 %, mientras que entre la LSC y la LSE el porcentaje es del 70 %. Por lo tanto, lingüísticamente se consideraría que las tres forman parte de un diasistema, en tanto que pueden ser variantes sin estándar compartido, con normativa y gramática diferentes, y cuya consideración como lengua, o bien como dialectos de una lengua, depende principalmente del contexto sociolingüístico. La proximidad entre la lengua de signos portuguesa o la lengua de signos francesa con la LSE es del orden de menos del 30% del léxico, lo que podría evidenciar que las variantes signadas en España forman un grupo aislado con estrecho contacto.
El único estudio dialectológico publicado hasta la fecha sobre variantes de lenguas de signos en España ha sido llevado a cabo por los lingüistas Stephen Parkhurst y Diane Parkhurst, publicado por Promotora Española de Lingüística, la Universidad de Arizona y Ethnologue.

## Asociaciones, entidades y reconocimiento
Las entidades de personas sordas de la Comunidad Valenciana, como por ejemplo FESORD, hasta ahora no se han posicionado formalmente sobre esta cuestión, pero a menudo definen la lengua como "Lengua de Signos en la Comunidad Valenciana", tal como se menciona en sus materiales didácticos. De hecho, FESORD dispone de un "Centro Referente de Lengua de Signos de la Comunidad Valenciana" (CR-LSCV) desde donde trabaja como autoridad normativa de facto de la lengua de signos valenciana. Además, para este objetivo, ha establecido convenios con la Academia Valenciana de la Lengua y con las Cortes Valencianas. El primer diccionario sobre LSCV, y único hasta la fecha, se incluye en el Curso de lenguaje mímico valenciano publicado en 1982. 
Además, la Comunidad Valenciana es la primera Comunidad Autónoma del Estado español en reconocer la lengua de signos en su Estatuto de Autonomía (2006), de forma que al Artículo 16  dice: "La Generalitat garantizará el uso de la lengua de signos propia de las personas sordas, que tendrá que ser objeto de enseñanza, protección y respeto."  Aquí también se observa que no se especifica a qué lengua de signos se refiere. Sin embargo, en la aprobación de una Ley autonómica del Sector Audiovisual se menciona específicamente la lengua de signos española como uno de los recursos para superar las barreras de comunicación para las personas con sordera.